# 丹氏貓海鯰
丹氏貓海鯰為輻鰭魚綱鯰形目海鯰科的其中一種，分布於亞洲新幾內亞中南部的淡水、半鹹水水域，體長可達45公分，棲息在水質混濁的溪流、河口區、潟湖，屬肉食性。

## 擴展閱讀
維基物種上的相關：丹氏貓海鯰